# P. U. Chitra
Palakkeezhil Unnikrishnan Chithra (née le 9 juin 1995 à Palakkad) est une athlète indienne, spécialiste du 1 500 mètres.

## Carrière
Elle remporte la médaille d'or du 1 500 mètres lors des Jeux sud-asiatiques de 2016, des Jeux asiatiques en salle de 2017 et des Championnats d'Asie 2017 et la médaille de bronze de la même épreuve aux Jeux asiatiques de 2018.